# شانون جونستون
شانون جونستون (بالإنجليزية: Shannon Sherwood Johnston)‏ هو قسيس أمريكي، ولد في 20 أكتوبر 1958 في فلورنس في الولايات المتحدة.